# Milton Bradley
Milton Bradley (Vienna, 8 de novembro de 1836 — Springfield, 30 de maio de 1911) foi um magnata americano dos negócios, pioneiro e editor de jogos, creditado por muitos como o lançador da indústria de jogos de tabuleiro, com a Milton Bradley Company, que foi comprada pela Hasbro em 1984.

## Biografia
Nascido em Viena, Maine, em 1836, filho de Lewis e Fannie (Lyford) Bradley, Bradley cresceu em uma família da classe trabalhadora. A família mudou-se para Lowell, Massachusetts, em 1847. Após concluir o ensino médio em 1854, ele encontrou trabalho como desenhista e agente de patentes antes de se matricular na Lawrence Scientific School em Cambridge, Massachusetts. Ele não conseguiu terminar seus estudos depois de se mudar com sua família para Hartford, Connecticut, onde não conseguiu encontrar um emprego remunerado. Em 1856, Bradley mudou-se para Springfield, Massachusetts, onde trabalhou como desenhista mecânico. 
Em 1859, Bradley foi para Providence, Rhode Island, para aprender litografia; e, em 1860, ele abriu a primeira loja de litografia colorida em Springfield, Massachusetts. Ele avançou com a ideia que teve para um jogo de tabuleiro que chamou de The Checkered Game of Life, uma versão inicial do que mais tarde se tornou o The Game of Life.

## Milton Bradley Company
Os empreendimentos de Bradley na produção de jogos de tabuleiro começaram com um grande fracasso em seu negócio de litografia. Quando imprimiu e vendeu uma imagem do pouco conhecido candidato presidencial republicano Abraham Lincoln, Bradley inicialmente obteve grande sucesso. Mas um cliente exigiu seu dinheiro de volta porque a imagem não era uma representação precisa - Lincoln decidiu deixar sua barba crescer depois que a impressão de Bradley foi publicada. De repente, as impressões deixaram de ter valor e Bradley queimou as que restavam em sua posse. Procurando um projeto alternativo lucrativo, Bradley encontrou inspiração em um jogo de tabuleiro importado que um amigo lhe deu, concluindo que ele poderia produzir e comercializar um jogo semelhante para os consumidores americanos. 
O jogo foi um sucesso instantâneo. Bradley vendeu pessoalmente sua primeira tiragem de várias centenas de cópias em uma visita de dois dias a Nova York; em 1861, os consumidores haviam comprado mais de 45 mil cópias. O Checkered Game of Life seguia uma estrutura semelhante aos seus predecessores americanos e britânicos, com os jogadores girando um teetotum (é uma forma de pião para jogos de azar) para avançar para quadrados representando virtudes e vícios sociais, como "influência" ou "pobreza", com o primeiro ganhando pontos de jogador e o último retardando seu progresso. Mas mesmo as posições aparentemente mais seguras, como "Fat Office", continham perigos - "Prisão", "Ruína" e "Suicídio". O primeiro jogador a acumular 100 pontos venceu o jogo.
Embora a estrutura do jogo em The Checkered Game of Life difira pouco dos jogos de tabuleiro anteriores, o jogo de Bradley adotou um conceito radicalmente diferente de sucesso. Jogos anteriores, como a popular Mansão da Felicidade criada em Puritano Massachusetts, focado inteiramente na promoção da virtude moral. Bradley definiu o sucesso em termos de negócios seculares, descrevendo a vida como uma busca pela realização com virtudes pessoais como um meio para esse fim. Isso complementou o fascínio crescente dos Estados Unidos pela obtenção de riqueza e pela "relação causal entre caráter e riqueza" nos anos que se seguiram à Guerra Civil. O jogo - e mais tarde os jogos de tabuleiro produzidos pela Milton Bradley Company - também se ajustam à crescente quantidade de tempo de lazer do país, levando a grande sucesso financeiro para a empresa.
De 1860 até ao século XX, a empresa que ele fundou, Milton Bradley Company, dominou a produção de jogos americanos, incluindo The Game of Life, Easy Money, Candy Land, Operation e Battleship. A empresa agora é uma subsidiária da Hasbro, com sede em Pawtucket, Rhode Island.

## Vida pessoal
Em 1860, Bradley casou-se com Vilona Eaton. Eles não tinham filhos. Ela morreu em 1867.  Em 1869, ele se casou com sua segunda esposa, Ellen Thayer.
Milton Bradley morreu em 30 de maio de 1911, em Springfield, Massachusetts, aos 74 anos.